# Mobility Net
Als Mobility Net bezeichnet die Deutsche Bahn ihre Bemühungen, Reisenden per WLAN Internetzugang entlang der Reisekette zu ermöglichen. Das Projekt gliedert sich in den Internetzugang auf Bahnhöfen (per Hot Spot) und in ICE-Zügen (Railnet). Darüber hinaus sollen auch einige Regionalzüge mit WLAN ausgestattet werden.

## Internetzugang auf Bahnhöfen
Auf allen genannten Stationen sind die Bahnhofsgebäude und Fernbahnsteige abgedeckt. Teilweise können die HotSpots auch aus haltenden Zügen heraus erreicht werden. Der Internetzugang ist kostenpflichtig. Lediglich einzelne Angebote, darunter die Seiten der Deutschen Bahn sowie deren Reiseauskunft, sind kostenlos erreichbar. An den HotSpots konnten zunächst (ca. 2008) Arcor, The Cloud, T-Com/T-Mobile oder Vodafone als Anbieter genutzt werden. Die Zahl der Anbieter wurde in den folgenden Jahren reduziert. Seit Februar 2010 steht nur noch T-Mobile zur Verfügung. Seit September 2013 können die Hotspots nach Anmeldung 30 Minuten pro Tag kostenlos genutzt werden.
Nach der Startphase mit T-Mobile-Hotspots von Januar bis November 2006 übernahm im Dezember 2006 der Anbieter The Cloud die HotSpots auf den Bahnhöfen. Bereits Ende Dezember 2006 gingen in Berlin (Ostbahnhof), Frankfurt (Hauptbahnhof), Kaiserslautern, Leipzig und Nürnberg die ersten HotSpots in Betrieb und die Bahn kooperierte wegen der großen Nachfrage zusätzlich mit Arcor, T-Com und Vodafone. Die bis Februar 2007 angefallenen Kosten zur Ausrüstung der Bahnhöfe wurden mit zwei Millionen Euro beziffert.
Ursprünglich war geplant, dieses Angebot bis Ende 2007 schrittweise auf 50 bis 80 Bahnhöfe zu erweitern und für die Aufrüstung der weiteren Bahnhöfe mit WLAN-Technik ca. acht Millionen Euro zu investieren. Im Frühjahr 2010 kündigte die Deutsche Bahn an, bis Ende 2010 30 neue Hotspot-Standorte in Betrieb zu nehmen. 2011 sollten weitere fünfzig Bahnhöfe folgen. Im Herbst 2013 waren 109 Bahnhöfe ausgerüstet. Momentan (Stand Juli 2014) sind über 120 Bahnhöfe bzw. Haltepunkte mit WLAN-HotSpot ausgestattet (Stand Juli 2014).
Im Jahr 2009 nutzten mehr als 200.000 Menschen die Hotspot-Angebote. Laut Angaben der Deutschen Bahn von Ende 2013 sei die Nutzung der Hotspots in Bahnhöfen um 20 Prozent pro Jahr gestiegen. Monatlich würden drei Millionen Minuten genutzt (Stand: Ende 2013). Neben den von Telekom Deutschland betriebenen Hotspots, bieten an vielen Bahnhöfen Restaurants, Cafés und andere Geschäfte eigene Zugangspunkte.

### Baden-Württemberg
- Baden-Baden
- Biberach (Riß)
- Ehningen (bei Böblingen)
- Heidelberg Hauptbahnhof
- Heilbronn Hauptbahnhof[9]
- Hockenheim
- Horb
- Karlsruhe Hauptbahnhof
- Lahr (Schwarzwald)
- Leinfelden
- Ludwigsburg
- Mannheim Hauptbahnhof*)
- Metzingen (Württemberg)
- Offenburg
- Rastatt
- Schorndorf
- Stuttgart-Bad Cannstatt
- Stuttgart Hauptbahnhof*)
- Villingen (Schwarzwald)
- Waiblingen
- Weinheim (Bergstraße)

### Bayern
- Aschaffenburg Hauptbahnhof
- Augsburg Hauptbahnhof*)
- Baldham
- Erlangen
- Garmisch-Partenkirchen
- Günzburg
- Donauwörth
- Holzkirchen
- Lindau Hauptbahnhof
- Memmingen
- München Donnersbergerbrücke
- Flughafen München
- München Hauptbahnhof*)
- Nürnberg Hauptbahnhof*)
- Passau Hauptbahnhof
- Plattling
- Regensburg Hauptbahnhof
- Rosenheim
- Schwandorf
- Schweinfurt Hauptbahnhof
- Würzburg Hauptbahnhof*)

### Berlin
- Berlin-Charlottenburg
- Berlin-Gesundbrunnen
- Berlin Hauptbahnhof*)
- Berlin-Lichtenberg
- Berlin Ostbahnhof*)
- Berlin-Spandau
- Berlin Südkreuz
- Berlin-Wannsee
- Berlin Zoologischer Garten

### Brandenburg
- Frankfurt (Oder)
- Potsdam Hauptbahnhof
- Prenzlau

### Bremen
- Bremen Hauptbahnhof

### Hamburg
- Hamburg-Altona
- Hamburg-Harburg
- Hamburg Hauptbahnhof*)

### Hessen
- Bensheim
- Darmstadt Hauptbahnhof
- Eschborn Süd
- Frankfurt Flughafen Regiobf
- Frankfurt (Main) Flughafen*)
- Frankfurt (Main) Hauptbahnhof*)
- Frankfurt (Main) Hauptwache
- Friedberg (Hessen)
- Gießen
- Hanau Hauptbahnhof
- Kassel-Wilhelmshöhe
- Limburg Süd
- Marburg (Lahn)
- Offenbach (Main) Marktplatz
- Raunheim
- Rüsselsheim
- Wiesbaden

### Mecklenburg-Vorpommern
- Schwerin Hauptbahnhof
- Stralsund Hauptbahnhof

### Niedersachsen
- Delmenhorst
- Emden Hauptbahnhof
- Göttingen
- Hannover Hauptbahnhof*)
- Hannover Messe/Laatzen*)
- Lüneburg
- Wolfsburg Hauptbahnhof
- Braunschweig Hauptbahnhof

### Nordrhein-Westfalen
- Aachen Hauptbahnhof
- Bielefeld Hauptbahnhof
- Bochum Hauptbahnhof*)
- Bonn Hauptbahnhof
- Dortmund Hauptbahnhof*)
- Düsseldorf Flughafen*
- Düsseldorf Hauptbahnhof*)
- Duisburg Hauptbahnhof*)
- Essen Hauptbahnhof*)
- Gelsenkirchen Hauptbahnhof*)
- Hagen Hauptbahnhof
- Hamm (Westfalen)
- Hennef (Sieg)
- Horrem
- Köln/Bonn Flughafen
- Köln Hansaring
- Köln Hauptbahnhof*)
- Köln Messe/Deutz*)
- Krefeld Hauptbahnhof
- Minden (Westfalen)
- Mönchengladbach Hauptbahnhof
- Oberhausen Hauptbahnhof
- Solingen Hauptbahnhof
- Siegburg/Bonn
- Wuppertal Hauptbahnhof

### Rheinland-Pfalz
- Kaiserslautern Hauptbahnhof*)
- Koblenz Hauptbahnhof
- Mainz Hauptbahnhof*)
- Montabaur
- Neustadt (Weinstr) Hbf
- Trier Hauptbahnhof

### Saarland
- Saarbrücken Hauptbahnhof

### Sachsen
- Dresden Hauptbahnhof
- Dresden-Neustadt
- Leipzig Hauptbahnhof*)
- Pirna

### Sachsen-Anhalt
- Halle (Saale) Hauptbahnhof
- Magdeburg Hauptbahnhof
- Stendal

### Schleswig-Holstein
- Kiel Hauptbahnhof
- Lübeck Hauptbahnhof

### Thüringen
- Eisenach
- Erfurt Hauptbahnhof
- Jena Paradies

*) In einer ersten Baustufe wurden 25 große deutsche Bahnhöfe in weiten Teilen mit einem WLAN-HotSpot ausgestattet (Stand: Juni 2010).

## Internetzugang in ICE-Zügen

### Railnet
Das zunächst als Railnet bezeichnete drahtlose Internet in ICE-Zügen wurde von der Telekom und durch die Deutsche Bahn realisiert. Es wurde in der 2. Jahreshälfte 2016 ersetzt.
Im Frühjahr 2005 wurde das geplante Internetangebot bekannt. Nach der für den Herbst 2005 geplanten Einführung sollte das Angebot ab 2006 sukzessive auf alle ICE-Züge ausgeweitet werden. Das Projekt wurde am 20. Dezember 2005 in Köln vom Bahnchef Hartmut Mehdorn und dem T-Mobile-Vorstandsvorsitzenden René Obermann vorgestellt.
Nach den Schwedischen Bahnen war die Deutsche Bahn damit weltweit der zweite Anbieter von mobilem Internet in Hochgeschwindigkeitszügen.
Bis Ende März 2006 lief ein umfangreicher technischer Pilotversuch. Dabei war auf dem Streckenabschnitt Dortmund–Duisburg–Köln–Siegburg/Bonn ein vollwertiger, kostenloser Internetzugang möglich. Danach war der Zugang kostenpflichtig. Auf die Seite der Bahn kann in versorgten Gebieten kostenfrei zugegriffen werden.

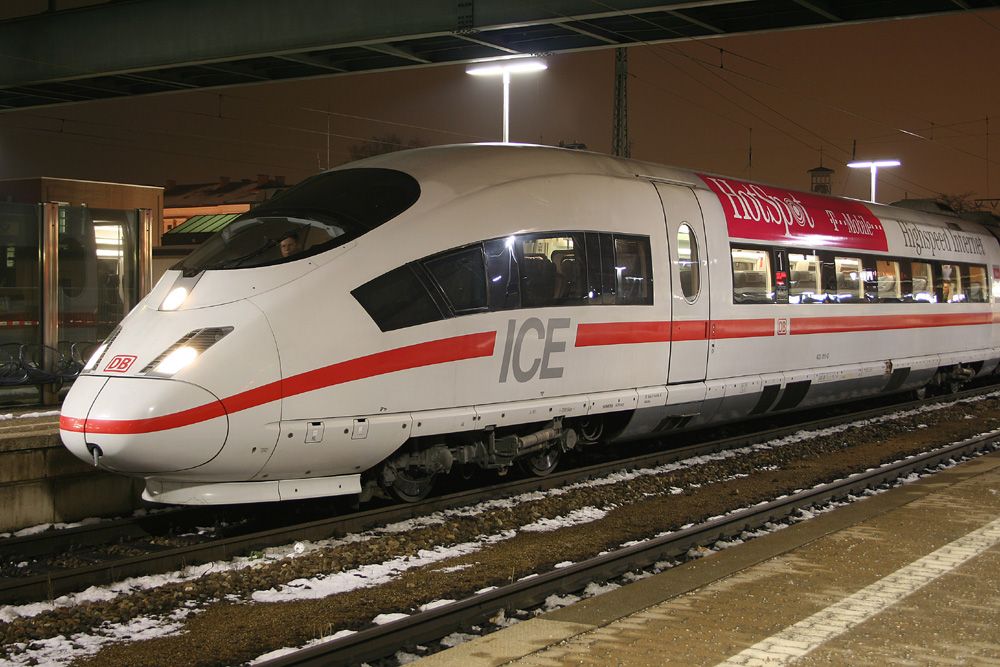
ICE 3 mit T-Mobile-HotSpot-Beklebung in Ingolstadt Hbf

Zunächst (2006) wurden sieben von 63 ICE-3-Zügen der Deutschen Bahn mit W-LAN-Technik ausgerüstet. Der Empfang ist in allen Wagen des Zuges gewährleistet. Die Züge sind durch ein HotSpot-Logo von T-Mobile im Einstiegsbereich gekennzeichnet; zu Beginn des Projekts trugen zwei der Pilotzüge (Triebzüge Freiburg(Brsg.) und Wiesbaden) eine großflächige Aufschrift „www im ICE“ sowie eine T-Mobile-Werbung längs zweier Wagen.
Die Anbindung der Züge wurde zunächst überwiegend über Flash-OFDM (Flarion) auf den Frequenzen des 2001 abgeschalteten C-Netzes (bei 450 MHz) genutzt. Die nutzbare Gesamtbandbreite lag dabei bei rund 1,5 MBit/s. Den Reisenden stand zunächst zwischen Dortmund und Siegburg/Bonn ein breitbandiger Internetzugang mit DSL-Geschwindigkeit zur Verfügung.
Ein Server im Zug hält ein gewisses Informationsangebot rund um Bahn, Wirtschaft und Nachrichten vor und kann während der Fahrt abgerufen werden, auch wenn der Zug außerhalb der versorgten Strecken unterwegs ist.
Bei dem Projekt gab es eine Reihe von hohen technischen Herausforderungen. So musste zum Beispiel die Anbindung des Zuges auch bei hohen Geschwindigkeiten von bis zu 300 km/h stabil funktionieren und eine Versorgung auch im Tunnel gewährleistet werden. Bis März 2006 wurden auf der Pilotstrecke drei unterschiedliche Arten der Außenanbindung des Zuges untersucht:
- Eine Anbindung über UMTS, wobei bis zu drei UMTS-Kanäle mit je 384 kbit/s gebündelt werden.
  - Vorteil: UMTS ist im Bereich der Ballungszentren gut ausgebaut
  - Nachteil: Aufgrund der hohen Frequenz wären sehr viele Basisstationen entlang der Strecken notwendig
- Eine Anbindung über Satellit
  - Vorteil: Hohe Datenraten im Downlink sind möglich
  - Nachteil: Bei den meisten kommerziellen Satelliten ist kein breitbandiger Rückkanal vorhanden. Auch ist eine Versorgung der Tunnel aufgrund des fehlenden Sichtkontaktes zum Satelliten nicht möglich
- Flash-OFDM auf 450 MHz auf Frequenzen des abgeschalteten C-Netzes
  - Vorteil: Große Zellradien sind möglich aufgrund der niedrigen Frequenz, geringe Verzögerungszeiten von nur 50 ms und hohe Datenraten auch bei hohen Geschwindigkeiten.

Zur Anbindung der Hotspots kam zunächst UMTS und Flash-OFDM zum Einsatz. Bewährt hatte sich zunächst eine Kombination aus UMTS und Flash-OFDM. Im Durchschnitt ergeben sich Datenraten für den Downlink von ca. 1,0 bis 1,5 Mbit/s und für den Uplink von 300 bis 500 kbit/s.
Das 2006 im Telekom-Netz eingeführte HSPA konnte die Flash-OFDM-Anbindung sukzessive ergänzen. Heute (Stand: 2014) kommen die Funkstandards 4G (800 und 1800 MHz), 3G (2100 MHz) und 2G (900, 1800 MHz) zum Einsatz. Steht nur eine EDGE-Verbindung zur Verfügung (200 kBit/s) wird diese ausschließlich zur Aufrechterhaltung einer Management-Verbindung genutzt. Laut Angaben von DB Fernverkehr von Ende 2014 gehöre mobiles Internet zu den drei wichtigsten Prioritäten für Kunden. Für den Mobilfunkempfang stehen darüber hinaus in allen ICE-Zügen Intrain-Repeater für verbesserten Handyempfang.
Erste Erfahrungen wurden bereits 1999 mit dem Einrichten eines Online-Kiosks in zwei ICE-Ideenzügen gesammelt. In den fahrplanmäßig zwischen Hamburg und Stuttgart bzw. Basel verkehrenden Zügen wurde, erstmals weltweit, ein Internetzugang in einem fahrenden Zug angeboten. Die Datenübertragung erfolgte über das GSM-D2-Mobilfunknetz. Das Mitte November 1998 gestartete Pilotprojekt war auf sechs Monate befristet. Die Nutzung des kostenlosen Internetterminals in den Servicewagen der Züge sollte anschließend ausgewertet und über einen Serienausbau entschieden werden.
Auch in anderen westeuropäischen Ländern gibt es derzeit Bestrebungen Schnellfahrstrecken mit WLAN zu versorgen. In England wird derzeit ein WiMAX-Netz entlang der Bahnstrecken im Bereich von London und Brighton getestet. In Frankreich setzt man dagegen auf die Anbindung über Satellit.

### Weiterer Ausbau
Am 13. März 2007 gaben Deutsche Bahn und T-Mobile den Ausbau des Programmes bekannt. Neben der Pilotstrecke von Dortmund nach Köln kamen im März 2007 die Schnellfahrstrecke Köln–Rhein/Main sowie im Oktober 2007 die Achse von Frankfurt über Stuttgart nach München hinzu. Noch 2007 wurden weitere 25 Triebzüge der Baureihe 403 mit Railnet ausgerüstet. Die sieben Pilotzüge wurden auf diesen Serienstand hochgerüstet.
Planungen aus dem Jahr 2007 sahen vor, die Anzahl der internetfähigen Züge bis Ende 2007 auf insgesamt 51 zu erhöhen. Inklusive der sieben ICE 3-Züge aus der Pilotphase sollten dann 32 ICE 3-Züge und 19 ICE-1-Züge mit Internetzugriff zur Verfügung stehen. Im Januar 2008 standen 38 entsprechend ausgerüstete Züge zur Verfügung. Die Aufrüstung der ICE 1-Züge erfolgte im Rahmen des sogenannten Redesigns. Regelmäßig verkehren wenigstens 109 Garnituren auf den o. g. Relationen. Für den Fahrgast war damit vor Antritt der Fahrt nicht vorhersehbar, ob ein Internetzugriff fahrzeugseitig möglich sein würde. Dies wurde ab Ende 2008, mit Beendigung der Ausrüstung der ICE-3-Züge, möglich, soweit der Fahrgast den zum Einsatz kommenden Fahrzeugtyp kennt. Die mit Hotspot ausgestatteten Züge sind an Hotspot-Logos außen am Zug und in den Einstiegsbereichen zu erkennen.
Die Kosten für die erste Ausbaustufe liegen laut Angaben von T-Mobile aus dem Jahr 2007 im zweistelligen Millionenbereich.
In weiteren Rollout-Stufen sollten ursprünglich schrittweise bis 2011 nahezu alle ICE-Strecken versorgt werden. Für das Jahr 2008 war geplant, die Streckenabschnitte Dortmund–Hannover–Berlin, Frankfurt–Nürnberg–München und Mannheim–Basel auszurüsten. Schritt für Schritt sollte auch die Anzahl der mit Internetzugang versorgten ICE-Züge bis Ende 2011 auf alle ICE-Züge ausgedehnt werden (Stand: Mai 2007).
Mitte Januar 2008 kündigte das Unternehmen die Ausdehnung des Internetangebots auf die Relation Hamburg–Frankfurt am Main (über Hannover, Fulda) binnen kurzer Zeit an. Im Laufe des Jahres 2008 sollten alle auf dieser Strecke verkehrenden ICE-Garnituren (dies wären wenigstens 59 ICE 1 und 44 ICE 2) entsprechend ausgerüstet werden. T-Mobile dementierte über diese Relation hinausgehende Ausbaupläne. Eine Woche später kündigte das Unternehmen an, weitere Strecken seien in Vorbereitung.
Im April 2008 sollte das Internetangebot auf den Streckenabschnitten zwischen Hamburg und Frankfurt am Main (über Hannover, Fulda) in Betrieb gehen. Ende 2008 wurde der Internetzugang zwischen Hamburg und Frankfurt offiziell in Betrieb genommen. Bereits in den Vormonaten war ein inoffizieller Zugang möglich.
Anfang Januar 2009 kündigte die Deutsche Bahn schließlich an, im Laufe des Jahres 20 weitere ICE 3 für den Internet-Empfang zu ertüchtigen. Darin enthalten waren auch alle 13 Züge der 2. Bauserie des ICE 3. Die Umrüstung nahm je Zug fünf Tage in Anspruch. Ende September 2009 wurde der Umbau der ICE-3-Triebzüge der Baureihe 403 abgeschlossen. Neben diesen 50 ICE 3 sind auch 19 ICE 1-Züge mit „Railnet“ ausgerüstet (Stand Oktober 2009). Die 17 ICE-3-Züge der Baureihen 406 und 406F, welche auch im grenzüberschreitenden Verkehr unterwegs sind, wurden nicht mit „Railnet“ ausgerüstet. An der Ausrüstung weiterer ICE-Züge wird derzeit gearbeitet.
DB Regio überlegte um 2010, einige Züge mit mobilem Internet auszurüsten. Die ICE-4-Triebzüge sollen von Beginn an mit mobilem Internet ausgerüstet sein. Im Zuge des bis 2013 gelaufenen Redesigns wurden die 44 ICE-2-Triebzüge mit Hotspot-Internetzugang ausgerüstet.
Ende Februar 2011 kündigte die Telekom an, über die bisher ausgerüstete Flotte hinaus mehr als 200 weitere ICE-Züge mit Hotspot-Zugang auszurüsten. Gleichzeitig soll die Gesamtlänge des versorgten Streckennetzes von rund 1500 auf 5000 Streckenkilometer ausgebaut werden. Im Oktober 2011 kündigte DB-Vorstandsvorsitzender Rüdiger Grube an, möglichst binnen drei bis fünf Jahren alle DB-Fernverkehrszüge mit WLAN-Internetzugang auszurüsten.
Anfang 2012 wurde der Internetzugang zwischen Mannheim und Freiburg im Breisgau aktiviert. Mit der Inbetriebnahme des Katzenbergtunnels sollte ab Ende 2012 auch der folgende Streckenabschnitt bis Basel mit mobilen Internetzugriff ausgerüstet werden. Nach dem Planungsstand von Anfang 2011 sollte bis Ende 2014 das gesamte, 5200 km lange ICE-Kernnetz sowie alle weiteren ICE-Triebzüge mit Internetzugang ausgerüstet werden.
Am 4. Juni 2013 wurde der Internetzugang zwischen Hamburg und Berlin, zwischen Frankfurt am Main, Nürnberg und München, zwischen Dortmund, Hannover und Berlin, zwischen Göttingen und Wolfsburg sowie zwischen Fulda und Würzburg aktiviert. Damit waren rund 3000 Kilometer des ICE-Kernnetzes und 90 ICE-Triebzüge für mobilen Internetzugriff ausgerüstet. Im Herbst 2013 waren nach DB-Angaben mehr als 100 Züge ausgerüstet.
Die vollständige Ausrüstung des Kernnetzes war Mitte 2013 für Anfang 2014 und die Ausrüstung der Flotte unverändert bis Ende 2014 geplant. Mit 255 ausgerüsteten Zügen würde die Deutsche Bahn damit nach eigenen Angaben die größte mit WLAN ausgestattete Flotte von Hochgeschwindigkeitszügen der Welt haben. Im Januar 2013 waren 1500 Streckenkilometer mit Flash-OFDM ausgerüstet, im Juni 2013 waren es insgesamt 3000, die mit Flash-OFDM und LTE angebunden wurden. Mit LTE sollen im Downstream Übertragungsraten von bis zu 6 Megabit pro Sekunde und Endgeräte erreicht werden (Stand: Juni 2013). Die Versorgung erfolgt dabei im ländlichen Gebieten über ein besonders dicht geknüpftes LTE-800-Netz und in Städten vorrangig über LTE-1800-Netze. Die verfügbare Bandbreite gegenüber der Flash-ODFM-Technik erhöhte sich laut Messungen der Telekom damit auf durchschnittlich 10 MBit/s, in der Spitze auf 90 MBit/s. UMTS soll weiterhin eingesetzt werden, in Tunneln oder Gebieten mit guter 3G-Versorgung. Ende 2014 waren bereits auf 211 Zügen die alten Flash-ODFM-Systeme durch reine LTE- und UMTS-Anbindungen ersetzt worden. Im Februar 2015 kam kein Flash-OFDM mehr zum Einsatz.
Die verfügbare Bandbreite soll mit LTE Carrier Aggregation auf 300 MBit/s angehoben werden. Darauf aufbauend soll durch die Verwendung von 4x4-MIMO-Antennen eine Bandbreite von 600 MBit/s erreicht werden.
Im Mai 2014 waren 5200 Kilometer Kernnetz ausgerüstet, wovon 3000 Kilometer freigeben waren, auf den restlichen 2200 Kilometer sollte bis Ende 2014 der Testbetrieb laufen. Im Mai 2014 waren 200 ICE-Triebzüge mit WLAN-Hotspots ausgerüstet, bis Ende 2014 sollten 255 ICE-Triebzüge weitgehend ausgerüstet sein. Anfang 2015 waren 231 ICE-Züge mit dem mobilen Internetzugang ausgerüstet. Die ICE 1, ICE 2 und der Baureihe 403 sind vollständig, die ICE T und die Baureihe 407 teilweise ausgerüstet. Die Baureihe 406 sowie die ICE-TD sind bisher noch nicht mit Hotspots ausgerüstet. Seit Sommer 2014 wird die Baureihe 406 (in der für Belgien und die Niederlande zugelassenen Version) mit Hotspots ausgerüstet.
Seit Fahrplanwechsel im Dezember 2014 ist die Internetnutzung in der 1. Klasse kostenlos möglich. Eine Ausdehnung auf die 2. Klasse werde nach Angaben der Deutschen Bahn angestrebt, soweit eine stabile technische Verfügbarkeit gewährleistet werden könne. Nach Angaben von Bahnchef Rüdiger Grube von Oktober 2014 soll ab 1. Januar 2015 der Internetzugang in der 1. Klasse kostenlos angeboten werden. In der 2. Klasse soll der Zugang ab Mitte 2016 kostenlos möglich sein. Der Start wurde später zunächst auf Juni 2016 und schließlich auf das zweite Halbjahr 2016 verschoben.
Ab 2015 sollte die ICE-Flotte mit einem per WLAN zugänglichen Informationsangebot mit Filmen, Podcasts und Spielen ausgerüstet werden. Im September 2015 wurde ein ICE-Portal vorgestellt, das im dritten Quartal 2016 um einen Einkaufs- und Unterhaltungsbereich erweitert werden soll.

### Multiprovider-Technik
2016 sollte die Außenanbindung von einem Mobilfunkanbieter (Telekom) auf mehrere Anbieter umgestellt werden, um die Grundlage für den kostenlosen Internetzugang in der zweiten Klasse zu schaffen. Ende August 2015 schrieb die Deutsche Bahn die sogenannte „Next Generation Connectivity“ europaweit aus. Im Rahmen des Projekts sollen der Internetzugang im Zug über mehrere Multifunknetze sichergestellt werden. Dadurch soll der Internetzugang stabiler und schneller werden, sowie mehr Datenvolumen ermöglichen. Durch die Multiprovider-Technik soll ein Internetzugang auch im Ausland möglich sein. Der Vertrag wurde Ende April 2016 vergeben. Im Juni 2016 wurde aus jeder ICE-Baureihe ein Musterzug ausgerüstet. Nach einer Erprobung sollten zwischen Herbst und Jahresende 2016 20 ICE-Züge pro Woche umgerüstet werden. Es sollen alle Züge der ICE-Flotte mit Ausnahme der ICE-TD-Züge ausgerüstet werden. Die Bandbreite sollte dabei eingeschränkt werden.
In jedem Zug wurde ein Server installiert, der mit bis zu sechs SIM-Karten und mehreren Außenantennen bestückt ist. Nach eigenen Angaben investierte DB Fernverkehr in die Verbesserung des Internet- und Mobilfunkangebots über drei Jahre hinweg insgesamt 120 Millionen Euro. Der offizielle Startschuss durch Dobrindt sollte in der zweiten Januarhälfte 2017 folgen.
Im August 2016 fand eine Testfahrt statt, bei der 150 Personen mit 200 mobilen Endgeräten von Hamburg nach Dortmund fuhren.
Bundesverkehrsminister Alexander Dobrindt forderte Bahnchef Rüdiger Grube vor 2015 auf, für kostenloses WLAN in Fernzügen zu sorgen. Nachdem es bis Frühjahr 2016 keine nennenswerten Fortschritte gegeben habe, machte Dobrindt dessen Vertragsverlängerung von der Umsetzung bis Ende 2016 abhängig. Die Deutsche Bahn kündigte Ende 2015 an, mit „WLAN@DB“ im Zeithorizont bis 2020 das größte mobile WLAN-Netz in Deutschland einführen zu wollen. Fernverkehr, Nahverkehr und Bahnhöfe sollen darin einbezogen werden. Ein Mindeststandard von wenigstens 0,5 MBit/s soll auf allen Zügen und in den 180 bedeutendsten Bahnhöfen bereitgestellt werden, soweit dies der Netzausbau der Mobilfunkbetreiber zulasse. Zu den Versorgungsauflagen der Digitalen Dividende II zählt dabei die flächendeckende Abdeckung von ICE-Strecken mit LTE.
In der 2. Klasse wird Datenvolumen nach 200 MB pro Endgerät gedrosselt; eine darüber hinausgehende Zukaufoption soll 2017 eingeführt werden. In der 1. Klasse ist zunächst keine Drosselung vorgesehen. Ungedrosselt soll die verfügbare Bandbreite nach unterschiedlichen Angaben bei etwas weniger als einem Megabit bzw. bei größtenteils zehn Megabit je Sekunde liegen.

### Ausblick
Über mehrere Jahre hinweg wurden mehrere zehntausend Terabyte Datenvolumen gebucht. Laut eigener Aussage sei die Deutsche Telekom der wichtigste der drei Partner. Aufgrund politischen Drucks sagten die drei Mobilfunkanbieter zu, bis 2018 im ICE-Netz eine Bandbreite von jeweils 50 Megabit pro Sekunde zur Verfügung zu stellen.
Ab Juli 2017 soll der mobile Internetzugang sukzessive auch im deutsch-französischen Hochgeschwindigkeitsverkehr eingeführt werden.
Ab dem 2. Quartal 2017 soll das kostenlose WLAN schrittweise auch im Ausland angeboten werden. Daneben sei ein Ausbau des ICE-Portals vorgesehen, mit Film-, Hörbuch- und Zeitungsangeboten.
2019 beginnt der Einbau eines WLAN-Systems in die Doppelstock-InterCitys des Fernverkehrs.
Die Deutsche Bahn möchte noch 2020 ein einheitliches WLAN-Netz in Bahnhöfen und Zügen anbieten zu wollen.
Versorgungsauflagen der Bundesnetzagentur sehen bis 2022 eine Versorgung mit mindestens 100 MBit/s im Downlink je Antennensektor für Bahnstrecken mit mehr als 2000 Fahrgästen pro Tag vor. Für Schienenwege bis zu 2000 täglichen Fahrgästen sind bis Ende 2024 eine Versorgung mit mindestens 50 Mbit/s im Downlink je Antennensektor zu erreichen.
Die Deutsche Bahn setzt sich für eine Kooperation der öffentlichen Mobilfunkanbieter ein, um möglichst eine Infrastruktur entlang der Schienenwege aufzubauen, die von allen genutzt werden kann. Gemeinsames Ziel müsse es sein, Fahrgästen ab 2030 eine Bandbreite von einem Gigabit pro Sekunde pro Zug zu ermöglichen.

## Regionalverkehr
Die Deutsche Bahn berichtete 2011 von Untersuchungen, auch Regionalzüge mit WLAN-Internetzugang auszurüsten. Laut Bahnangaben von Ende 2015 würden rund 75 Prozent der Reisenden mobiles Internet nutzen.
Laut einer Studie einer Unternehmensberatung habe die Versorgung für Regionalzüge für mobiles Internet im Jahr 2015 rund 60 Prozent betragen. Die Netzanbieter kündigten Ende 2015 an, bis 2020 rund 400 Millionen zu investieren, um eine Abdeckung von 90 Prozent zu erreichen. Für einen Abdeckungsgrad von 98 Prozent wären zusätzliche Investitionen von einer Milliarde Euro erforderlich. Dies sei aus Sicht der Mobilfunkanbieter unwirtschaftlich. Für die darauf aufbauenden Datentarife seien im Übrigen weitere 300 bis 400 Millionen Euro erforderlich. Bis 2020 wollen SPNV-Aufgabenträger daneben in mehreren Pilotprojekten, für 45 bis 110 Millionen Euro, etwa 950 Züge mit Mobilfunkverstärkern und/oder WLAN ausrüsten; das entspricht etwa 8 Prozent der gesamten Flotte.
Neue Regionalverkehrslinien im Schienenpersonennahverkehr in Baden-Württemberg sollen über kostenlosen Internetzugang per WLAN verfügen. Am 11. Januar 2016 begann bei der S-Bahn Stuttgart die Erprobung eines kostenlosen WLAN-Internetzugangs an zwei Triebzügen der Baureihe 423. Bis 2019 sollen alle Triebzüge der S-Bahn Stuttgart mit WLAN ausgerüstet werden. DB Regio kündigte im April 2017 an, den gesamten Nahverkehr der Elbe-Saale-Bahn mit WLAN-Internetzugang auszurüsten.
DB Regio möchte bis 2020 einen Großteil der Nahverkehrszüge mit kostenlosem Internetzugriff per WLAN ausrüsten und führt dazu Gespräche mit den Bestellern.
Einige Konkurrenten der DB Regio im Nahverkehr bieten bereits WLAN in ihren Zügen an. Teilweise war das Teil der jeweiligen Ausschreibung.